# Le Molay-Littry
Le Molay-Littry (lə mɔ.lɛ.li.tʁiⓘ) es una población y comuna francesa, situada en la región de Baja Normandía, departamento de Calvados, en el distrito de Bayeux y cantón de Balleroy.

## Demografía
| 2160 | 2135 | 2302 | 2522 | 2584 | 2657 |
| Para los censos de 1962 a 1999 la población legal corresponde a la población sin duplicidades (Fuente: INSEE [Consultar]) |      |      |      |      |      |